# Редингтон Шорс (Флорида)
Редингтон Шорс (енгл. Redington Shores) град је у америчкој савезној држави Флорида. По попису становништва из 2010. у њему је живело 2.121 становника.

## Демографија
Према попису становништва из 2010. у граду је живело 2.121 становника, што је 217 (9,3%) становника мање него 2000. године.
| Група             | 2000.         | 2010.         |
| Белци             | 2.221 (95,0%) | 1.960 (92,4%) |
| Афроамериканци    | 5 (0,2%)      | 11 (0,5%)     |
| Азијати           | 11 (0,5%)     | 18 (0,8%)     |
| Хиспаноамериканци | 69 (3,0%)     | 104 (4,9%)    |
| Укупно            | 2.338         | 2.121         |